# ФШМ (футбольный клуб)
Государственное бюджетное учреждение города Москвы Футбольный клуб «ФШМ» Департамента спорта и туризма города Москвы (ГБУ ФК «ФШМ» Москомспорта) — российская футбольная школа из Москвы.
Располагается на территории Олимпийского спорткомплекса «Лужники». Игры и тренировочные занятия проводятся в течение всего года на синтетических полях с подогревом и освещением. На текущий момент в школе около 500 учеников. Обучение начинается с семилетнего возраста и проводится на бесплатной основе. В школе существуют 2 отделения. Первое отделение выступает в Клубной лиге, второе — в Первой лиге. Форма: в домашних матчах — комбинированная бело-зеленая, в гостевых матчах — бело-серая.

## История названий
- 1954—1984 — Футбольная школа молодёжи (ФШМ)
- 1985—1986 — Спортивный клуб Футбольной школы молодёжи (СК ФШМ)
- 1987—1989 — Спортивный клуб Экспериментальной школы высшего спортивного мастерства (СК ЭШВСМ)
- 1990—1991 — «Звезда»*
- 1992—1998 — ТРАСКО*
- 1999—2009 — ФШМ «Торпедо»*
- 2009—2013 — «Юность Москвы» — ФШМ
- с 2013 года — ФШМ

Примечание. * Название футбольного клуба. Школа называлась ФШМ (с 1990 года) и ФШМ «Торпедо» (1994—2009).

## История
В 1954 году Всесоюзный комитет по делам физической культуры и спорта и Всесоюзный центральный совет профессиональных союзов по инициативе Секции футбола СССР приняли решение организовать Футбольные школы молодёжи (ФШМ) в Москве, Ленинграде, Минске, Тбилиси и Киеве. Планировалось, что школы будут воспитывать молодых футболистов высокого уровня с целью поднять уровень советского футбола. Основу московской ФШМ составили 29 игроков юношеской сборной Москвы, а возглавил её известный футболист и тренер Константин Бесков. В 1955 году школу пополнили 61 человек, отобранных в результате просмотра около 4 тысяч юных футболистов. В 1956 году ФШМ впервые приняла участие в первенстве Москвы, выставив пять команд двух возрастов. В первый год команды школы выступили посредственно, но в дальнейшем вошли в число лидеров столичного юношеского футбола. Так, команда юношей 1943 года рождения выигрывала чемпионат Москвы три года подряд, с 1957 по 1959 год, а команда 1944 года рождения была победителем столичного первенства в 1958 и 1959 годах. К 1960 году число занимающихся выросло до 110 человек.
В 1960 году руководство советской Федерации футбола решило закрыть ФШМ, планируя создать аналогичные школы при командах мастеров. Родители занимающихся в московской ФШМ написали письмо в газету «Советская Россия», в котором выступили против её закрытия. В результате федерация сохранила школу, хотя и сократила её финансирование. В 1964 году московская ФШМ была передана в административное подчинение властям города Москвы, что привело к прекращению финансирования из бюджета СССР, осложнившее работу школы. В 1970-х годах при ФШМ был создан интернат для молодых футболистов из других регионов страны.
В 1979 году при ФШМ была образована своя команда для участия в соревнованиях среди мастеров во второй лиге первенства СССР. В 1987 году Футбольная школа молодёжи была переименована в Экспериментальную школу высшего спортивного мастерства (ЭШВСМ). В 1990 году на базе школы образован футбольный клуб «Звезда», в 1992 году получивший название ТРАСКО. В конце 1990-х годов Футбольная школа молодёжи стала относиться к футбольному клубу «Торпедо». 3 февраля 2009 года ФШМ «Торпедо» преобразовано в Специализированную детско-юношескую спортивную школу олимпийского резерва (СДЮСШОР) «Юность Москвы-ФШМ», структурное подразделение Государственного бюджетного образовательного учреждения дополнительного образования детей спортивной направленности (ГБОУ ДОДСН) Физкультурно-спортивного объединения (ФСО) «Юность Москвы» Москомспорта. В настоящее время ФШМ не входит в структуру «Юности Москвы». С 2011 года ФК «ФШМ» участвует в Первенстве России среди ЛФК (зона «Москва» МРО Центр), с 2015 года в дивизионе «Б» зоны «Москва» выступает команда «ФШМ-2». В 2019 году чемпионаты ЛФК были реорганизованы. Сегодня основная команда ФШМ участвует в Дивизионе А чемпионата Москвы, а молодёжная команда ФШМ-2, состоящая в основном из своих воспитанников, играет в Дивизионе Б.
27 февраля 2013 года в Единый государственный реестр юридических лиц внесена запись о государственной регистрации изменений, вносимых в учредительные документы юридического лица Государственное бюджетное учреждение города Москвы Футбольный клуб «ФШМ» Департамента физической культуры и спорта города Москвы (сокращенное наименование — ГБУ ФК «ФШМ» Москомспорта.

## Результаты

### На уровне команд мастеров
| Сезон | Лига                            | Лига                            | Место    | Примечания | Тренер                            |
| ----- | ------------------------------- | ------------------------------- | -------- | --- | --------------------------------- |
| 1979  | Вторая лига СССР, зона 1        | Вторая лига СССР, зона 1        | 23 из 24 | Кубок СССР 1936: «Инфизкульт» — 1/16 финала Кубок СССР 1955: 1/8 финала зоны 1 Кубок РСФСР для команд второй лиги: 1980, 1981, 1983—1987, 1990—1991 | Лапшин, Олег Борисович            |
| 1980  | Вторая лига СССР, зона 1        | Вторая лига СССР, зона 1        | 18 из 19 | Кубок СССР 1936: «Инфизкульт» — 1/16 финала Кубок СССР 1955: 1/8 финала зоны 1 Кубок РСФСР для команд второй лиги: 1980, 1981, 1983—1987, 1990—1991 | Лапшин, Олег Борисович            |
| 1981  | Вторая лига СССР, зона 1        | Вторая лига СССР, зона 1        | 15 из 17 | Кубок СССР 1936: «Инфизкульт» — 1/16 финала Кубок СССР 1955: 1/8 финала зоны 1 Кубок РСФСР для команд второй лиги: 1980, 1981, 1983—1987, 1990—1991 | Разумовский, Виктор Николаевич    |
| 1982  | Вторая лига СССР, зона 1        | Вторая лига СССР, зона 1        | 16 из 17 | Кубок СССР 1936: «Инфизкульт» — 1/16 финала Кубок СССР 1955: 1/8 финала зоны 1 Кубок РСФСР для команд второй лиги: 1980, 1981, 1983—1987, 1990—1991 | Разумовский, Виктор Николаевич    |
| 1983  | Вторая лига СССР, зона 1        | Вторая лига СССР, зона 1        | 16 из 16 | Кубок СССР 1936: «Инфизкульт» — 1/16 финала Кубок СССР 1955: 1/8 финала зоны 1 Кубок РСФСР для команд второй лиги: 1980, 1981, 1983—1987, 1990—1991 | Разумовский, Виктор Николаевич    |
| 1984  | Вторая лига СССР, зона 1        | Вторая лига СССР, зона 1        | 17 из 17 | Кубок СССР 1936: «Инфизкульт» — 1/16 финала Кубок СССР 1955: 1/8 финала зоны 1 Кубок РСФСР для команд второй лиги: 1980, 1981, 1983—1987, 1990—1991 | Разумовский, Виктор Николаевич    |
| 1985  | Вторая лига СССР, зона 1        | Вторая лига СССР, зона 1        | 12 из 17 | Кубок СССР 1936: «Инфизкульт» — 1/16 финала Кубок СССР 1955: 1/8 финала зоны 1 Кубок РСФСР для команд второй лиги: 1980, 1981, 1983—1987, 1990—1991 | Разумовский, Виктор Николаевич    |
| 1986  | Вторая лига СССР, зона 1        | Вторая лига СССР, зона 1        | 10 из 17 | Кубок СССР 1936: «Инфизкульт» — 1/16 финала Кубок СССР 1955: 1/8 финала зоны 1 Кубок РСФСР для команд второй лиги: 1980, 1981, 1983—1987, 1990—1991 | Разумовский, Виктор Николаевич    |
| 1987  | Вторая лига СССР, зона 1        | Вторая лига СССР, зона 1        | 17 из 17 | Кубок СССР 1936: «Инфизкульт» — 1/16 финала Кубок СССР 1955: 1/8 финала зоны 1 Кубок РСФСР для команд второй лиги: 1980, 1981, 1983—1987, 1990—1991 | Разумовский, Виктор Николаевич    |
| 1988  | Вторая лига СССР, зона 1        | Вторая лига СССР, зона 1        | 19 из 20 | Кубок СССР 1936: «Инфизкульт» — 1/16 финала Кубок СССР 1955: 1/8 финала зоны 1 Кубок РСФСР для команд второй лиги: 1980, 1981, 1983—1987, 1990—1991 | Кабан, Юрий Алексеевич            |
| 1989  | Вторая лига СССР, зона 1        | Вторая лига СССР, зона 1        | 21 из 22 | Кубок СССР 1936: «Инфизкульт» — 1/16 финала Кубок СССР 1955: 1/8 финала зоны 1 Кубок РСФСР для команд второй лиги: 1980, 1981, 1983—1987, 1990—1991 | Кабан, Юрий Алексеевич            |
| 1990  | Вторая низшая лига СССР, зона 6 | Вторая низшая лига СССР, зона 6 | 16 из 17 | Кубок СССР 1936: «Инфизкульт» — 1/16 финала Кубок СССР 1955: 1/8 финала зоны 1 Кубок РСФСР для команд второй лиги: 1980, 1981, 1983—1987, 1990—1991 | Петренко, Сергей Анатольевич      |
| 1991  | Вторая низшая лига СССР, зона 6 | Вторая низшая лига СССР, зона 6 | 18 из 22 | Кубок СССР 1936: «Инфизкульт» — 1/16 финала Кубок СССР 1955: 1/8 финала зоны 1 Кубок РСФСР для команд второй лиги: 1980, 1981, 1983—1987, 1990—1991 | Разумовский, Виктор Николаевич    |
| 1992  | Вторая лига                     | зона 3                          | 15 из 21 | 1/64 финала Кубка России | Разумовский, Виктор Николаевич    |
| 1993  | Вторая лига                     | зона 4                          | 16 из 22 | — | Верейкин, Юрий Петрович           |
| 1994  | Третья лига, зона 3             | Третья лига, зона 3             | 12 из 24 | 1/256 финала Кубка России | Рожков, Сергей Егорович (по июнь) |
| 1995  | Третья лига, зона 3             | Третья лига, зона 3             | 20 из 23 | 1/256 финала Кубка России | Прибыловский, Леонид Павлович     |
| 1996  | Третья лига, зона 3             | Третья лига, зона 3             | снялся   | 1/256 финала Кубка России | Гусев, Александр Васильевич       |

### В 1999 году
| Сезон | Лига | Лига   | Место    | Примечания |
| ----- | ---- | ------ | -------- | ---------- |
| 1999  | КФК  | Москва | 12 из 18 |            |

### С 2011 года
| 2011/12 | Первенство России среди ЛФК (III див.), Москва, Дивизион А | 5 из 19  | 1/16       | 1/16       |                                                                               |                                                                               |  |  |
| 2012    | Первенство России среди ЛФК (III див.), Москва, Дивизион А | 7 из 13  | 1/8        | 1/8        |                                                                               |                                                                               |  |  |
| 2013    | Первенство России среди ЛФК (III див.), Москва, Дивизион А | 7 из 14  | 1/8        | 1/8        |                                                                               |                                                                               |  |  |
| 2014    | Первенство России среди ЛФК (III див.), Москва, Дивизион А | 13 из 20 | 1/16       | 1/16       | 5 из 14                                                                       | * ФШМ-2 — Чемпионат Москвы, дивизион Б (IV дивизион России)                   |  |  |
| 2015    | Первенство России среди ЛФК (III див.), Москва, Дивизион А | 9 из 20  | 1/16       | 1/8*       | 1 из 13                                                                       | * ФШМ-2 — Чемпионат Москвы, дивизион Б (IV дивизион России)                   |  |  |
| 2016    | Первенство России среди ЛФК (III див.), Москва, Дивизион А | 4 из 20  | 1/4        | 1/8*       | 1 из 11                                                                       | * ФШМ-2 — Чемпионат Москвы, дивизион Б (IV дивизион России)                   |  |  |
| 2017    | Первенство России среди ЛФК (III див.), Москва, Дивизион А | 3 из 18  | 1/16       | 1/4*       | 1 из 9                                                                        | * ФШМ-2 — Чемпионат Москвы, дивизион Б (IV дивизион России)                   |  |  |
| 2018    | Первенство России среди ЛФК (III див.), Москва, Дивизион А | 3 из 15  | 1/4        | 1/16*      | 1 из 7                                                                        | * ФШМ-2 — Чемпионат Москвы, дивизион Б (IV дивизион России)                   |  |  |
| 2019    | Первенство России среди ЛФК (III див.), Москва, Дивизион А | 2 из 16  | финал      | 1/16*      | 3 из 12                                                                       | * ФШМ-2 — Чемпионат Москвы, дивизион Б (IV дивизион России)                   |  |  |
| 2020    | Первенство России среди ЛФК (III див.), Москва, Дивизион А | 6 из 14  | 1/4        | 1/4        |                                                                               |                                                                               |  |  |
| 2021    | Первенство России среди ЛФК (III див.), Москва, Дивизион А | 4 из 16  | победитель | победитель | 5-е место на финальном турнире Кубка ЛФК                                      | 5-е место на финальном турнире Кубка ЛФК                                      |  |  |
| 2022    | Первенство России среди ЛФК (III див.), Москва, Дивизион А | 3 из 10  | финал      | финал      | 1-й раунд пути регионов Кубка России 4-е место на финальном турнире Кубка ЛФК | 1-й раунд пути регионов Кубка России 4-е место на финальном турнире Кубка ЛФК |  |  |
| 2023    | Первенство России среди ЛФК (III див.), Москва, Дивизион А | 5 из 13  | 1/2        | 1/2        | 1-й раунд пути регионов Кубка России                                          | 1-й раунд пути регионов Кубка России                                          |  |  |

Также в сезоне 2023 года Молодёжной футбольной лиги участвует команда ФШМ.

## Воспитанники
За весь период своего существования школа выпустила более 300 воспитанников, которые в разные годы защищали цвета сборных команд СССР и России, играли за ведущие клубы страны. Среди них:
- олимпийские чемпионы 1988 года — Дмитрий Харин и Юрий Савичев;
- чемпионы Европы 1960 года — Валерий Воронин, Виктор Шустиков, Геннадий Гусаров и Николай Маношин;
- чемпионы Европы среди молодёжных команд 1976 года — Виктор Круглов и Сергей Петренко;
- Чемпионат Европы по футболу (юноши до 17 лет) — Сергей Морозов и Артём Самсонов (2006) Данила Буранов (2013);
- чемпионы СССР — Геннадий Логофет, Вячеслав Амбарцумян, Владимир Федотов, Дмитрий Кузнецов, Валерий Короленков, Олег Сергеев, Игорь Численко, Александр Медакин, Виктор Мишин, Виктор Чистяков, Юрий Фалин, Виктор Аничкин, Михаил Гершкович;
- чемпионы России — Владимир Маминов, Александр Ширко, Мирджалол Касымов, Виктор Булатов, Марат Измайлов, Владимир Бесчастных, Юрий Дроздов, Андрей Иванов, Андрей Соломатин;
- чемпион Украины — Дмитрий Гуленков;
- игроки сборной России — Сергей Кирьяков, Игорь Колыванов, Игорь Симутенков, Олег Корнаухов, Игорь Чугайнов; Алексей Бугаев
- игроки клубов высшего дивизиона — Валерий Абрамзон, Виктор Дородных, Иван Черников, Александр Савушкин, Евгений Журавлёв, Александр Аверьянов, Виталий Волков, Виктор Земченков, Игорь Лебеденко, Евгений Луценко, Дмитрий Смирнов (1969 г.р.), Дмитрий Смирнов (1980 г.р.), Сергей Черногаев, Егор Погостнов.

Среди воспитанников школы есть и те, кто прославились не на футбольном поле. Среди них Игорь Кио, ставший иллюзионистом и народным артистом России.
Команды школы неоднократно становились призёрами и чемпионами Первенства и Кубка СССР и России среди различных возрастов. Некоторые воспитанники ФШМ позднее вернулись в школу работать тренерами, например, Алексей Смирнов, Александр Павленко и Эрнест Молотов.

## Официальная информация
Юридический адрес — 105005, г. Москва, ул. Радио, д. 10, стр. 9

### Администрация[10]
- Директор ФК «ФШМ» — Евгений Юрьевич Милешкин.
- Старший тренер — Владимир Васильевич Бодров.
- Главный бухгалтер — Елена Евгеньевна Баринова.

### Тренеры[11]
- Тренер команд ЛФК — Д. В. Лактионов
- Тренеры — С. Н. Агашков, В. Д. Ковач, А. Я. Коробицин, А. В. Павленко, А. В Смирнов, С. А. Белоус, Э. С. Молотов, Ю. В. Хурманец, С. В. Мочалов, Ю.А. Ментюков, А.И. Мачнев, А.С. Медведев, Д.В. Лактионов, Д.С. Шиховцев.
- Тренер вратарей — А. М. Мирошниченко.